# Billy Murray
William Thomas "Billy" Murray, född 25 maj 1877, död 17 augusti 1954 var en amerikansk vaudeville-sångare med irländska föräldrar. Murray spelade in sin första skiva 1896, och blev en av de mest populära inspelningsartisterna under seklets första årtionden.